# Zuhdi Al-Dahoodi
Zuhdi Al-Dahoodi (* 22. April 1940 in Tuz, Irak; † 6. Januar 2017 in Leipzig, Deutschland) war ein kurdischer Historiker und Schriftsteller, der neben Prosa-Werken auch ein neuzeitliches Standardwerk über die Kurden schuf.

## Leben
Zuhdi Al-Dahoodi wuchs im irakischen Teil Kurdistans auf und war anfangs als Grundschullehrer tätig. Neben ersten literarischen Veröffentlichungen in regionalen Wochenzeitungen engagierte er sich in dieser Zeit in der linksorientierten kurdischen Opposition. Nach politischer Haft absolvierte er das Studium der Geschichte und der Philosophie an der Universität Leipzig und promovierte dort 1976. Die Tätigkeit als Dozent an der Universität Mosul/Irak 1976 bis 1979 endete mit der Flucht vor politischer Verfolgung durch das Regime Saddam Husseins. Es folgten Lehraufträge an Universitäten in Garyounis/Libyen, in Leipzig und nach dem Sturz Saddam Husseins 2003 in Kirkuk/Irak. Zuhdi Al-Dahoodi lebte zuletzt bei Leipzig und war dort als Schriftsteller, Autor und Dolmetscher tätig.

## Leistungen
Al-Dahoodis literarisches Werk wurde vor allem in arabischer und kurdischer Sprache veröffentlicht. Zur Geschichte und die Kultur der Kurden wurde 1987 „Die Kurden. Geschichte, Kultur und Überlebenskampf“ veröffentlicht. In seinem weiteren literarischen Werk werden hauptsächlich Themen des kurdischen Lebens im 20. Jahrhundert verarbeitet.

## Werke
in deutscher Sprache erschienene Bücher:
- Die Kurden. Geschichte, Kultur und Überlebenskampf. Umschau, Frankfurt a. M. 1987, ISBN 978-3-524-69067-4.
- Tollwut. Kurdische Erzählungen. Kiepenheuer, Leipzig, ISBN 978-3-378-00487-0.
- Das längste Jahr. Kiepenheuer, Leipzig 1993, ISBN 978-3-378-00542-6.
- Abschied von Ninive. Internationales Kulturwerk, Hildesheim 2000, ISBN 978-3-910069-89-3.